# Fredrik Olsson
Fredrik Olsson (sinh ngày 4 tháng 2 năm 1985) là một cầu thủ bóng đá người Thụy Điển thi đấu cho Jönköpings Södra IF. Anh thi đấu 6 mùa giải cho Landskrona BoIS, giai đoạn 2008-2013. Anh có 136 lần ra sân và ghi 49 bàn cho Landskrona, trở thành vua phá lưới của câu lạc bộ các năm 2009, 2011, 2012 và 2013. Trước khi chơi cho BoIS, anh đầu quân ở kình địch địa phương Helsingborgs IF và Mjällby AIF. Anh ra sân cho quốc gia ở nhiều đội tuyển trẻ khác nhau.